# Rikstermbanken
Rikstermbanken – krajowy bank terminologiczny Szwecji, od marca 2009 r. dostępny dla każdego za pośrednictwem Internetu. Został opracowany i jest prowadzony przez Szwedzkie Centrum Terminologiczne. Rikstermbanken stanowi obszerną kolekcję terminów i definicji z ponad 100 dziedzin działalności zawodowej, np. budownictwa, biologii, fizyki, ekonomii, medycyny i wielu innych.
Oprócz terminów i definicji w języku szwedzkim i w językach mniejszości narodowych w Szwecji, np. fińskim, meänkeli lub północnolapońskim, Rikstermbanken zawiera też hasła terminologiczne w ponad 20 innych językach (m.in. angielskim, francuskim, niemieckim, polskim, rosyjskim i innych). 
Aktywnymi użytkownikami Rikstermbanken są tłumacze, redaktorzy tekstów technicznych i naukowych, dziennikarze i eksperci różnych dziedzin.  
Obecnie Rikstermbanken zawiera ok. 80 terminów lub definicji w języku polskim, a jego zawartość jest stale rozbudowywana.